# Hebius concelarus
Hebius concelarus (japanisch ミヤコヒバァ Miyako-Hibā) ist eine Natternart der Gattung Hebius, die auf einigen der japanischen Miyako-Inseln verbreitet ist.

## Merkmale
Hebius concelarum

Link zum Bild

Hebius concelarus ist eine mittelgroße Natternart mit einer Gesamtlänge von etwa einem Meter und einer maximalen Kopf-Rumpf-Länge von 66 Zentimetern. Ihr Körper ist schlank und der Kopf deutlich breiter als der Hals. Die Grundfarbe ist dunkelbraun mit schmalen weißen Querbändern in der vorderen Körperhälfte, die am Hinterleib in weiße Flecken übergehen. Ventral (bauchseitig) ist die Beschuppung weiß bis cremefarben mit dunklen Flecken.
Von Hebius ishigakiensis (japanisch ヤエヤマヒバァ Yaeyama-Hibā, auf den benachbarten, südlicheren Yaeyama-Inseln verbreitet) und Hebius pryeri (japanisch ガラスヒバァ Garasu-Hibā, auf den benachbarten, nördlicheren Amami- und Okinawa-Inseln verbreitet) lässt sich die Art beispielsweise durch das Fehlen eines V- oder Y-förmigen hellen Fleckens am Nacken unterscheiden. Eine weitere in Japan verbreitete Natternart der Gattung Hebius ist Hebius vibakari, die auf der weiter nördlich gelegenen, zu Danjo-guntō gehörenden Insel Oshima sowie auf den Hauptinseln Kyūshū, Shikoku und Honshū verbreitet ist.

## Lebensweise
Die Nattern ernähren sich hauptsächlich von Fröschen und Kaulquappen, wurden jedoch auch bei der Jagd auf Geckos und Fische beobachtet. Die Art ist ovipar (eierlegend). Es wird vermutet, dass die Nattern hauptsächlich in Wäldern und in der Nähe von Feuchtgebieten wie Sümpfen leben, jedoch treten sie auch an Waldrändern und von Wasserstellen weiter entfernten Orten auf.

## Verbreitungsgebiet und Gefährdung
Hebius concelarus ist auf den japanischen Miyako-Inseln Miyako-jima und Irabu-jima verbreitet. Die Entstehung der endemischen Arten auf den einst unter Wasser gelegenen Inseln ist von besonderem Forschungsinteresse.
Die Natternart wird von der IUCN und der nationalen Roten Liste gefährdeter Reptilien Japans als stark gefährdet (endangered) eingestuft. Genaue Populationstrends sind nicht bekannt, aber es wird angenommen, dass die Zahlen in ihrem ohnehin bereits kleinen Verbreitungsgebiet durch den Rückgang geeigneter Lebensräume und den Raubdruck durch eingeführte Japan-Wiesel und Blaue Pfauen rückläufig sind. Bis in die 1960er Jahre waren auf Miyako-jima zahlreiche Reisfelder und Feuchtgebiete vorhanden, aber in den 2000er Jahren wurden der größte Teil des kultivierten Landes in Zuckerrohrfelder umgewandelt und Landverbesserungen durchgeführt.

## Systematik
Die Art wurde 1963 von Edmond V. Malnate unter dem Taxon Amphiesma pryeri concelarum erstbeschrieben. 1997 wurde sie von einer Unterart zur Art umgedeutet. Seit etwa 2014 wird sie der Gattung Hebius zugeordnet. Es werden keine Unterarten unterschieden.
Synonyme
In der Literatur verwendete Synonyme sind chronologisch geordnet:
- Amphiesma pryeri concelarum Malnate 1963
- Natrix pryeri Maki, 1931
- Amphiesma pryeri Malnate, 1960
- Amphiesma pryeri concelarum Malnate, 1963
- Amphiesma concelarum Ota, Iwanaga, 1997
- Hebius concelarum Guo, 2014
- Amphiesma concelarum Wallach, 2014
- Hebius concelarus Kaito, 2016